# Personalabrechnungssystem
Ein Personalabrechnungssystem (auch Lohn- und Gehaltsabrechnungssystem) ist ein System, das zur automatisierten Abrechnung von Löhnen, Gehältern und Spesen (beispielsweise Reisespesen, Essenskosten) dient.

## Architektur
Ein Personalabrechnungssystem verwendet üblicherweise die Drei-Schichten-Architektur. In der Datenschicht werden die benötigten Daten der Mitarbeiter gespeichert, Bewegungsdaten und Abrechnungsdaten. Diese Daten werden in der Anwendungsschicht durch verschiedene Komponenten ausgewertet, um den Lohn zu berechnen. Um den Prozess abzuschließen, werden die neu berechneten Daten an eine Auswertungskomponente gesendet, welche meist an weitere Services weiterleitet. Die oberste Schicht bietet meist eine Oberfläche zum Daten eintragen und auslesen.

## Funktionalität
Durch die zur Verfügung stehenden Daten kann das Personalabrechnungssystem für jeden Mitarbeiter den Brutto- und Nettolohn berechnen, abspeichern und für weitere Verwendungszwecke zur Verfügung stellen.
Weitere geforderte Funktionen sind:
Zum einen muss die Möglichkeit dem Arbeiter Einsicht zu gewähren, vorhanden sein. Dazu wird ein Account benötigt, der auch außerhalb des Firmennetzes erreichbar ist, außerdem eine dazu passende Website bzw. Anwendung mit allen wichtigen, benötigten Informationen. 

## Einsatz bei Telearbeit
Insbesondere bei der Telearbeit spielt ein Personalabrechnungssystem eine wichtige Rolle, da es dort noch zusätzliche Funktionen übernehmen kann. Die Angestellten arbeiten hier meist von zu Hause aus und müssen somit manuell ihre Stunden eintragen oder sich online einchecken. Das System sollte dies auf möglichst einfache Art und Weiße ermöglichen und anschließend den Vorsitzenden einen passenden Einblick gewähren, damit die Leistung von zu Hause bestätigt werden kann.